# Mount Carmel (Florida)
Mount Carmel  ist  ein census-designated place (CDP) im Santa Rosa County im US-Bundesstaat Florida. Das U.S. Census Bureau hat bei der Volkszählung 2020 eine Einwohnerzahl von 243 ermittelt. 

## Geographie
Mount Carmel liegt rund 40 km nördlich von Milton sowie etwa 65 km nördlich von Pensacola. Der CDP wird von der Florida State Road 89 durchquert.

## Demographische Daten
Laut der Volkszählung 2010 verteilten sich die damaligen 227 Einwohner auf 112 Haushalte. 97,4 % der Bevölkerung bezeichneten sich als Weiße und 1,3 % als Indianer. 1,3 % gaben die Angehörigkeit zu mehreren Ethnien an. 0,4 % der Bevölkerung bestand aus Hispanics oder Latinos.
Im Jahr 2010 lebten in 35,5 % aller Haushalte Kinder unter 18 Jahren sowie 28,0 % aller Haushalte Personen mit mindestens 65 Jahren. 71,0 % der Haushalte waren Familienhaushalte (bestehend aus verheirateten Paaren mit oder ohne Nachkommen bzw. einem Elternteil mit Nachkomme). Die durchschnittliche Größe eines Haushalts lag bei 2,44 Personen und die durchschnittliche Familiengröße bei 2,97 Personen.
28,2 % der Bevölkerung waren jünger als 20 Jahre, 17,2 % waren 20 bis 39 Jahre alt, 33,5 % waren 40 bis 59 Jahre alt und 21,3 % waren mindestens 60 Jahre alt. Das mittlere Alter betrug 43 Jahre. 49,8 % der Bevölkerung waren männlich und 50,2 % weiblich.
Das durchschnittliche Jahreseinkommen lag bei 46.094 $, dabei lebte niemand unter der Armutsgrenze.